# Формація Фарс
Формація Фарс (фарсійська світа) — іранський нафтовий горизонт — на нафтових родовищах Ірану. Формація Фарсі локалізована на глибині 1,8 — 3,0 км. Нафтоносність формації пов'язана з відкладами міоцену. Примикає до складчастого поясу Загроса (Zagros FTB) — між Арабською плитою та Євразійською плитою, який є однією з найбільших нафтових провінцій світу. Формація Фарс складається в основному з неморських відкладів та пов'язаних з ними евапоритів. Домен Фарса — область між розломами Незамабада та Разака, простягається як довга і вузька смуга, навпроти поясу Загросу.
Формацію Фарс (фарсійську світу) поділяють на три комплекси: нижній, середній і верхній Фарс. Вона локалізована в південно-західних областях Ірану, де розташовані основні нафтові родовища.

## Інтернет-ресурси
- Sedimentary Basins and Petroleum Geology of the Middle East